# Nobelov muzej
Nobelov muzej (švedski: Nobelmuseet) je muzej u Stockholmu posvećen Nobelovoj nagradi i nobelovcima od 1901. do danas te je posvećen i utemeljitelju nagrade Alfredu Nobelu (1833. – 1896.).
Muzej se nalazi u istoj zgradi sa Švedskom akademijom i Nobelovom knjižnicom, u bivšoj zgradi burze (švedski: Börshuset) te zauzima sjevernu stranu trga Stortorget u Gamla stanu, starom dijelu grada u središnjem Stockholmu.
Prema manifestu Muzeja, cilj je održati sjećanje na nobelovce i njihova postignuća, kao i na Nobelovu nagradu i Alfreda Nobela. Za postizanje tih ciljeva, muzej nudi izložbe, filmove, kazališne predstave i rasprave vezane uz znanost, te u svojoj ponudi ima i knjige, suvenirnice, kafiće.
Muzej je imao izložbe o poznatim osobama kao što su: Marie Curie, Nelson Mandela, Winston Churchill i mnogi dr. 
Otvoren je u proljeće 2001. za 100. obljetnicu Nobelove nagrade. 